# Palazzo Colonna Barberini
Il Palazzo Colonna Barberini di Palestrina, in provincia di Roma, è un edificio di proprietà dello Stato che ospita il Museo archeologico prenestino; edificato una prima volta nell'XI secolo sui resti del santuario della Fortuna Primigenia, tempio di età tardo-repubblicana, fu demolito e ricostruito nel XV secolo; deve il suo nome ai signori del luogo che lo detennero in precedenza, dapprima la famiglia Colonna, cui si deve il nucleo originario e la ricostruzione, e a seguire quella dei Barberini, che lo acquisì nel XVII secolo e lo detenne fino alla fine della seconda guerra mondiale.

## Storia
Venne edificato intorno alla metà dell'XI secolo dalla famiglia Colonna, riutilizzando le strutture superiori del santuario della Fortuna Primigenia, risalenti al II secolo a.C.. In questo periodo comprendeva due torri laterali. Nel 1298 venne distrutto, insieme alla città dopo l'assedio di papa Bonifacio VIII, in conflitto con i Colonna che si erano opposti alla sua elezione.

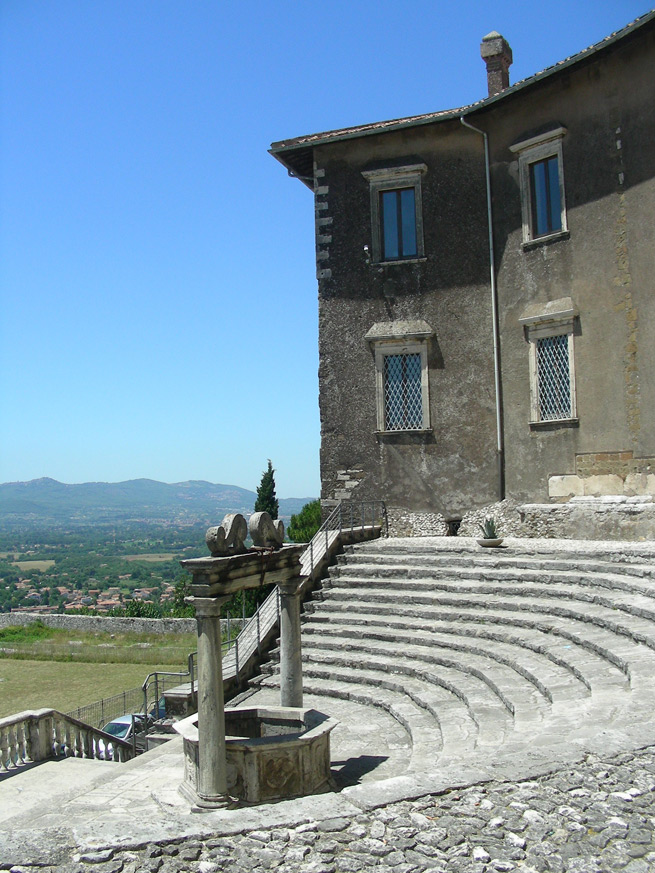
Il pozzo e la cavea teatrale romana davanti alla facciata del palazzo

Successivamente ricostruito insieme alla città, venne nuovamente distrutto nel 1437 dal cardinale Vitelleschi, per ordine di papa Eugenio IV. Ottenuto il permesso dal suo successore, papa Niccolò V, il palazzo venne nuovamente ricostruito da Francesco Colonna, al quale si deve il pozzo antistante la facciata e la chiusura del colonnato che sormontava l'antico teatro.
Nel 1630 il palazzo e la città di Palestrina furono ceduti dai Colonna a Carlo Barberini, fratello di papa Urbano VIII. Taddeo Barberini, figlio di Carlo e fratello dei cardinali Francesco e Antonio Barberini modificò il palazzo nelle forme attuali e il cardinale Francesco volle collocarvi il noto mosaico nilotico nel 1640.

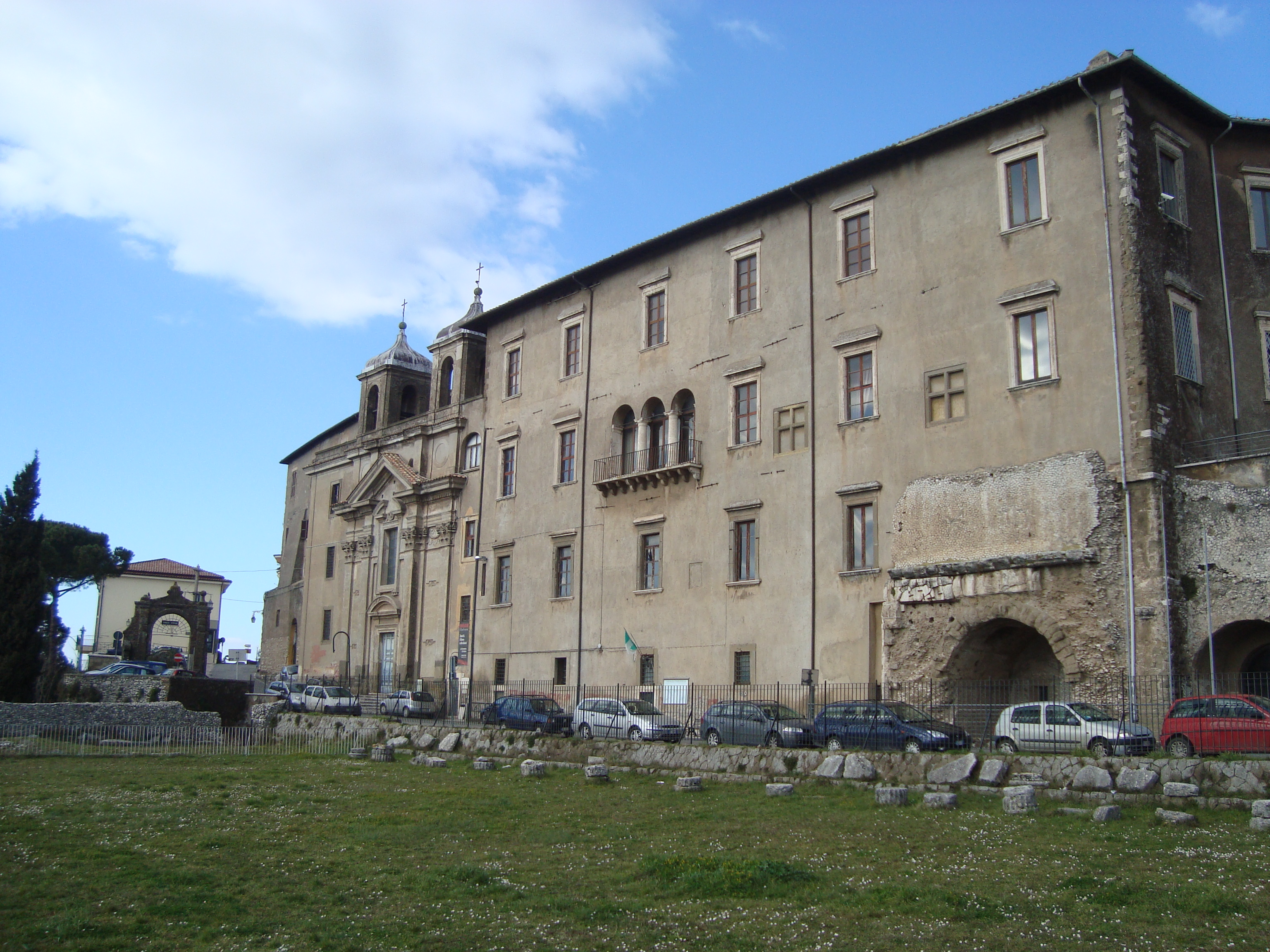
Ala destra del palazzo con la chiesa di Santa Rosalia

Il figlio di Taddeo, Maffeo Barberini, vi fece aggiungere dall'architetto Francesco Contini la vicina chiesa di Santa Rosalia.
Dopo le distruzioni della seconda guerra mondiale il palazzo venne acquistato dallo Stato e utilizzato come sede del Museo archeologico nazionale prenestino, che vi fu allestito nel 1956.

## Descrizione
Il palazzo occupa la terrazza superiore del santuario della Fortuna Primigenia, in origine costituita da una cavea teatrale sormontata da un portico circolare. Dalla strada, che attraversa la terrazza sottostante, una scalinata a doppia rampa porta alla cavea, al centro della quale è stato realizzato un pozzo quattrocentesco. La facciata del palazzo ingloba i resti del portico curvilineo romano, rispettandone l'andamento.

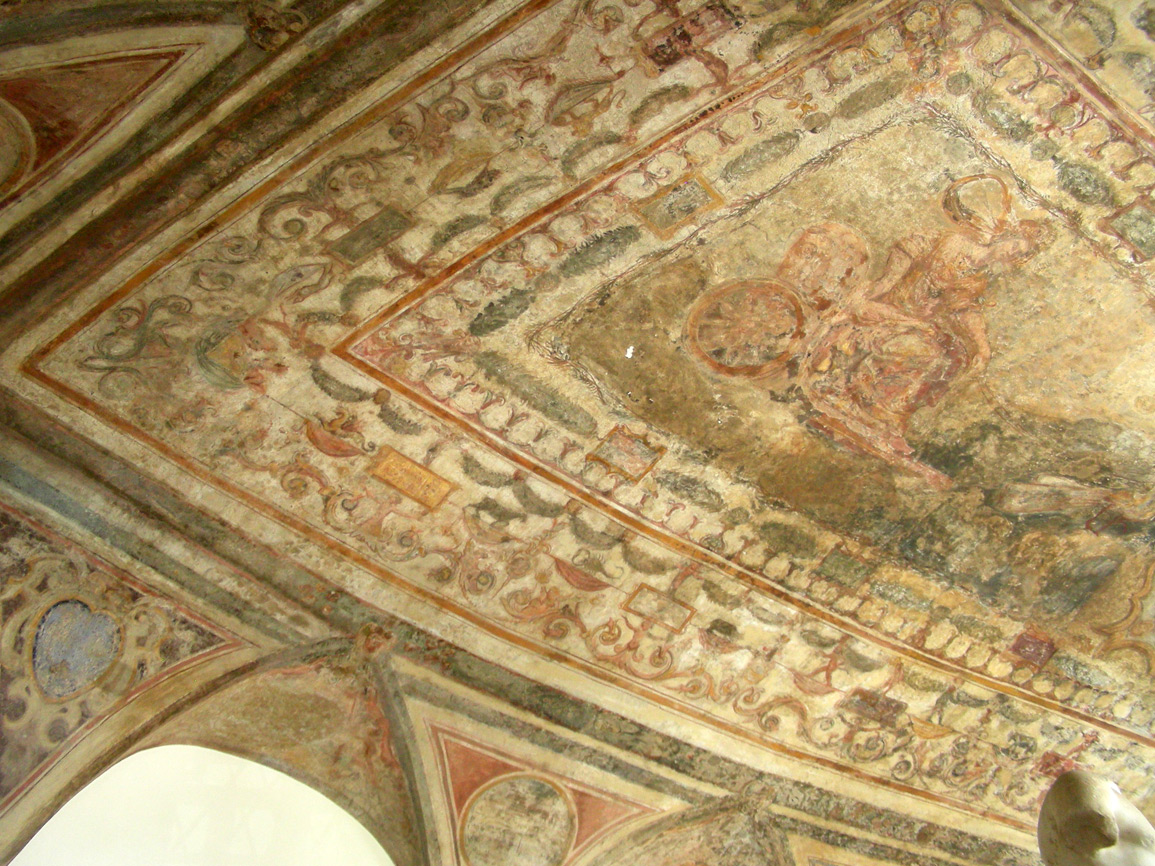
Affreschi sulla volta della sala del Parnaso, particolare.

All'interno sono conservati resti di affreschi cinquecenteschi, attribuiti agli Zuccari. Al primo piano, nella sala a sinistra dell'atrio di ingresso sulla volta è raffigurato Il Parnaso affiancato dai carri di Giunone, trainato da pavoni, e di Venere, tirato da colombe.
Al secondo piano due sale hanno affreschi parietali con quadri a scene bibliche o mitologiche, tra cui una veduta di Palestrina agli inizi del Seicento.
Gli affreschi della cosiddetta "sala dei Trofei", sempre al secondo piano, sono stati realizzati prima del passaggio del palazzo dai Colonna ai Barberini: un fregio in alto sulle pareti, più antico, mostra quadri con paesaggi alternati a motivi classici, mentre inferiormente sono trofei con armi alternati a cariatidi e telamoni che sorreggono un baldacchino di stoffa.